# Godenvillers
Godenvillers [ɡɔdɑ̃vile] est une commune française située dans le département de l'Oise en région Hauts-de-France.

## Géographie

### Localisation
Godenvillers est un village-rue du plateau picard, situé à 7 km au sud de Montdidier, 39 km au nord-est de Beauvais et 39 km au sud-est d'Amiens.
Le territoire a une forme grossièrement triangulaire, et constitue une plaine traversée par une vallée sèche vers celle de la rivière les Trois Doms.

### Communes limitrophes
| Dompierre          | Domfront     |            |
| Ferrières          | Godenvillers | Le Ployron |
| Maignelay-Montigny | Coivrel      | Tricot     |

### Hydrographie
La commune est située dans le bassin Artois-Picardie. Elle n'est drainée par aucun cours d'eau.

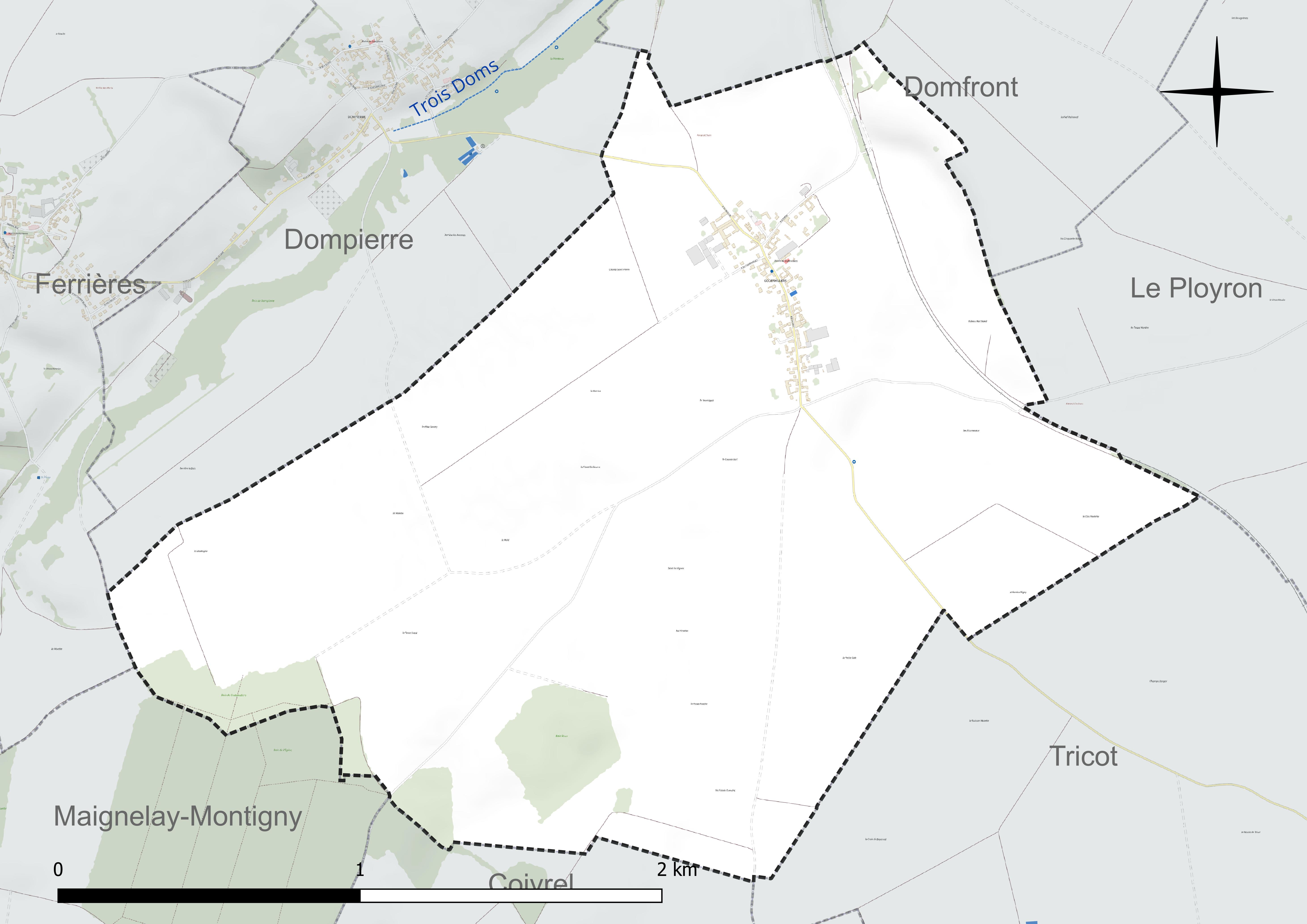
Réseau hydrographique de Godenvillers.

### Climat
Le climat qui caractérise la commune est qualifié, en 2010, de « climat océanique dégradé des plaines du Centre et du Nord », selon la typologie des climats de la France qui compte alors huit grands types de climats en métropole. En 2020, la commune ressort du type « climat océanique altéré » dans la classification établie par Météo-France, qui ne compte désormais, en première approche, que cinq grands types de climats en métropole. Il s'agit d'une zone de transition entre le climat océanique, le climat de montagne et le climat semi-continental. Les écarts de température entre hiver et été augmentent avec l'éloignement de la mer. La pluviométrie est plus faible qu'en bord de mer, sauf aux abords des reliefs.
Les paramètres climatiques qui ont permis d'établir la typologie de 2010 comportent six variables pour les températures et huit pour les précipitations, dont les valeurs correspondent à la normale 1971-2000. Les sept principales variables caractérisant la commune sont présentées dans l'encadré ci-après.
| Paramètres climatiques communaux sur la période 1971-2000 - Moyenne annuelle de température : 10,3 °C - Nombre de jours avec une température inférieure à −5 °C : 3,5 j - Nombre de jours avec une température supérieure à 30 °C : 3,2 j - Amplitude thermique annuelle : 14,7 °C - Cumuls annuels de précipitation : 667 mm - Nombre de jours de précipitation en janvier : 11 j - Nombre de jours de précipitation en juillet : 8,1 j |

Avec le changement climatique, ces variables ont évolué. Une étude réalisée en 2014 par la Direction générale de l'Énergie et du Climat complétée par des études régionales prévoit en effet que la  température moyenne devrait croître et la pluviométrie moyenne baisser, avec toutefois de fortes variations régionales. La station météorologique de Météo-France installée sur la commune et mise en service en 1937 permet de connaître en continu l'évolution des indicateurs météorologiques. Le tableau détaillé pour la période 1981-2010 est présenté ci-après.
| Mois                                  | jan.             | fév.             | mars           | avril         | mai           | juin            | jui.           | août          | sep.          | oct.        | nov.            | déc.           | année      |
| ------------------------------------- | ---------------- | ---------------- | -------------- | ------------- | ------------- | --------------- | -------------- | ------------- | ------------- | ----------- | --------------- | -------------- | ---------- |
| Température minimale moyenne (°C)     | 0,7              | 0,4              | 2,5            | 3,9           | 7,5           | 10,1            | 12             | 11,8          | 9,4           | 6,8         | 3,5             | 1,3            | 5,9        |
| Température moyenne (°C)              | 3,3              | 3,9              | 7              | 9,5           | 13,3          | 16,1            | 18,4           | 18,4          | 15,2          | 11,3        | 6,7             | 3,8            | 10,6       |
| Température maximale moyenne (°C)     | 6                | 7,3              | 11,4           | 15,1          | 19,1          | 22,2            | 24,9           | 24,9          | 20,9          | 15,8        | 10              | 6,3            | 15,4       |
| Record de froid (°C) date du record   | −21,5 17.01.1985 | −13,1 18.02.1969 | −11 08.03.1971 | −4,5 07.04.13 | −2 03.05.1967 | −0,5 01.06.1975 | 3,3 05.07.1964 | 2 28.08.1974  | −2 25.09.1972 | −5 29.10.03 | −9,5 23.11.1998 | −15 31.12.1970 | −21,5 1985 |
| Record de chaleur (°C) date du record | 15,1 09.01.15    | 19,9 27.02.19    | 26,5 31.03.21  | 29 20.04.18   | 32 28.05.17   | 37,6 27.06.11   | 43 25.07.19    | 40,4 06.08.03 | 36,5 15.09.20 | 30 01.10.11 | 21,4 01.11.14   | 16,5 17.12.15  | 43 2019    |
| Précipitations (mm)                   | 58               | 47,5             | 55,3           | 50,6          | 61,6          | 58,8            | 60,2           | 58,8          | 55,7          | 67          | 58,8            | 68,6           | 700,9      |

## Urbanisme

### Typologie
Au 1er janvier 2024, Godenvillers est catégorisée commune rurale à habitat dispersé, selon la nouvelle grille communale de densité à sept niveaux définie par l'Insee en 2022.
Elle est située hors unité urbaine et hors attraction des villes,.

### Occupation des sols
L'occupation des sols de la commune, telle qu'elle ressort de la base de données européenne d'occupation biophysique des sols Corine Land Cover (CLC), est marquée par l'importance des territoires agricoles (97,5 % en 2018), une proportion identique à celle de 1990 (97,5 %). La répartition détaillée en 2018 est la suivante : 
terres arables (97,5 %), forêts (2,5 %). L'évolution de l'occupation des sols de la commune et de ses infrastructures peut être observée sur les différentes représentations cartographiques du territoire : la carte de Cassini (XVIIIe siècle), la carte d'état-major (1820-1866) et les cartes ou photos aériennes de l'IGN pour la période actuelle (1950 à aujourd'hui).

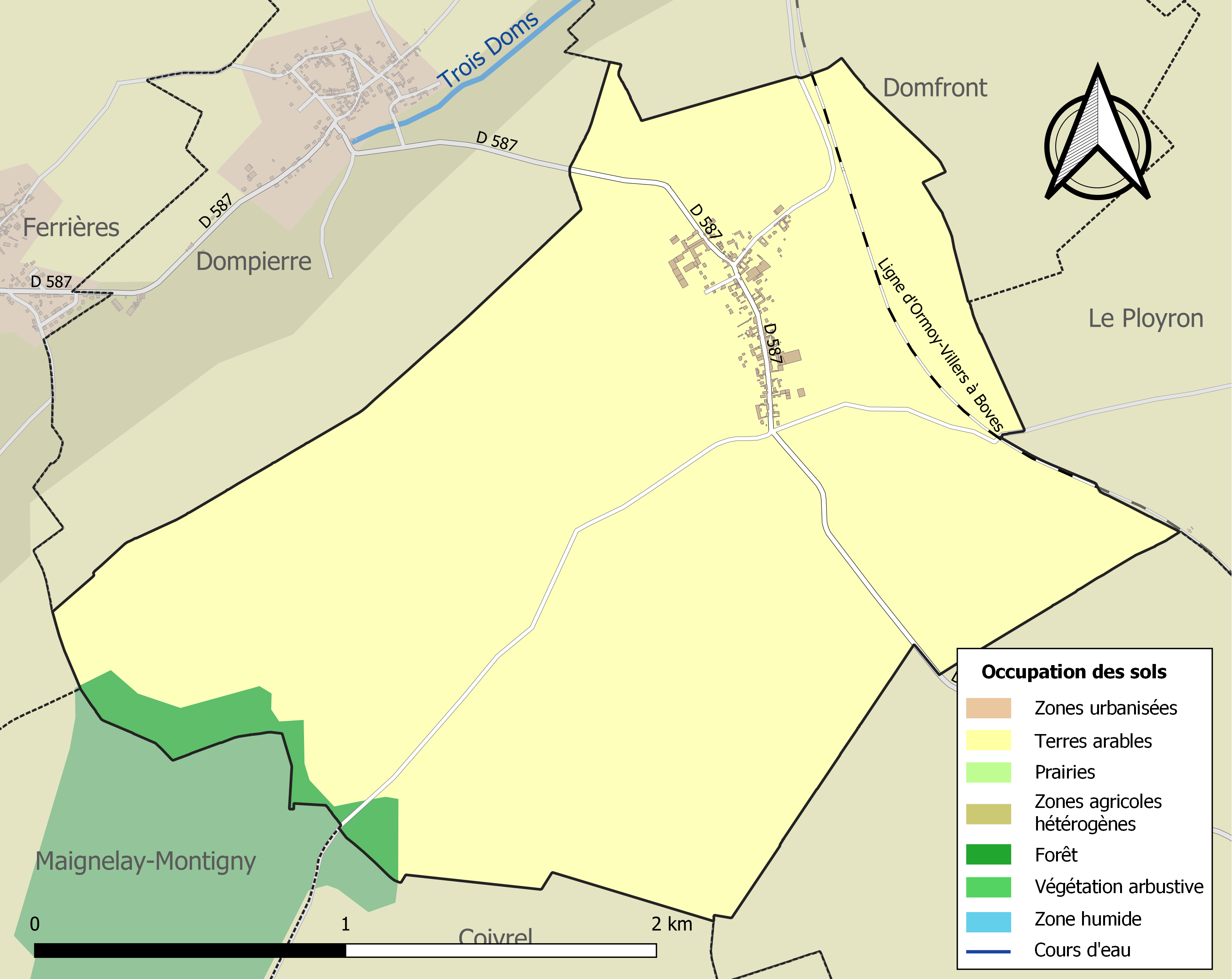
Carte des infrastructures et de l'occupation des sols de la commune en 2018 (CLC).

### Voies de communication et transports
Godenvillers est traversée par la ligne d'Ormoy-Villers à Boves, dont la station la plus proche est la gare de Montdidier.
La commune est desservie, en 2023, par les lignes 624, 684 et 6309 du réseau interurbain de l'Oise.

## Toponymie
Le village a été attesté sous les noms de Codenviller, Gandainviller en 1208, Gandanvilers, Godeinvillé, Godainviller, (Godeinvillà en 1201),

## Histoire
Le patronage de la paroisse, sons l'invocation de saint Lucien, appartenait à l'abbaye Saint-Martin-aux-Jumeaux d'Amiens, selon la confirmation faite en 1147 par l'évêque Thierry.
Le village a dépendu du duché-pairie d'Halluin.
Vers 1839, l'activité du village était essentiellement agricole, et on notait l'existence d'un moulin à vent. Quelques femmes vivaient de la couture de gants.
Première Guerre mondiale
À la fin de la guerre, le village a subi d'importantes destructions et a  été décoré de la Croix de guerre 1914-1918, le 27 mars 1922.

## Politique et administration

### Rattachements administratifs et électoraux
La commune se trouve depuis 1926 dans l'arrondissement de Clermont du département de l'Oise. Pour l'élection des députés, elle fait partie depuis 1988 de la première circonscription de l'Oise.
Elle faisait partie depuis 1793 du canton de Maignelay-Montigny. Dans le cadre du redécoupage cantonal de 2014 en France, la commune est désormais intégrée au canton d'Estrées-Saint-Denis.

### Intercommunalité
La commune est membre de la communauté de communes du Plateau Picard, créée fin 1999.

### Liste des maires
| Période                                  | Période                   | Identité       | Étiquette | Qualité                                  |
| ---------------------------------------- | ------------------------- | -------------- | --------- | ---------------------------------------- |
| Les données manquantes sont à compléter. |                           |                |           |                                          |
| mars 1983                                | mars 1989                 | Michel Brochot | DVD       | Agriculteur                              |
| mars 1989                                | mars 2001                 | Guy Legoy      | DVD       | Agriculteur                              |
| mars 2001                                | mars 2008                 | Michel Lacroix | SE        |                                          |
| mars 2008                                | En cours (au 3 juin 2020) | Alain Fournier |           | Retraité Réélu pour le mandat 2020-2026, |

## Population et société

### Démographie

#### Évolution démographique
L'évolution du nombre d'habitants est connue à travers les recensements de la population effectués dans la commune depuis 1793. Pour les communes de moins de 10 000 habitants, une enquête de recensement portant sur toute la population est réalisée tous les cinq ans, les populations de référence des années intermédiaires étant quant à elles estimées par interpolation ou extrapolation. Pour la commune, le premier recensement exhaustif entrant dans le cadre du nouveau dispositif a été réalisé en 2005.

En 2022, la commune comptait 200 habitants, en évolution de −11,11 % par rapport à 2016 (Oise : +0,87 %, France hors Mayotte : +2,11 %).
| 1793 | 1800 | 1806 | 1821 | 1831 | 1836 | 1841 | 1846 | 1851 |
| ---- | ---- | ---- | ---- | ---- | ---- | ---- | ---- | ---- |
| 276  | 274  | 286  | 282  | 271  | 288  | 273  | 259  | 216  |

| 1856 | 1861 | 1866 | 1872 | 1876 | 1881 | 1886 | 1891 | 1896 |
| ---- | ---- | ---- | ---- | ---- | ---- | ---- | ---- | ---- |
| 202  | 214  | 209  | 185  | 187  | 184  | 181  | 158  | 124  |

| 1901 | 1906 | 1911 | 1921 | 1926 | 1931 | 1936 | 1946 | 1954 |
| ---- | ---- | ---- | ---- | ---- | ---- | ---- | ---- | ---- |
| 146  | 143  | 140  | 138  | 156  | 152  | 148  | 140  | 143  |

| 1962 | 1968 | 1975 | 1982 | 1990 | 1999 | 2005 | 2006 | 2010 |
| ---- | ---- | ---- | ---- | ---- | ---- | ---- | ---- | ---- |
| 139  | 117  | 118  | 119  | 120  | 135  | 134  | 136  | 167  |

| 2015 | 2020 | 2022 | - | - | - | - | - | - |
| ---- | ---- | ---- | - | - | - | - | - | - |
| 219  | 208  | 200  | - | - | - | - | - | - |

#### Pyramide des âges
La population de la commune est relativement jeune.
En 2018, le taux de personnes d'un âge inférieur à 30 ans s'élève à 43,8 %, soit au-dessus de la moyenne départementale (37,3 %). À l'inverse, le taux de personnes d'âge supérieur à 60 ans est de 14,9 % la même année, alors qu'il est de 22,8 % au niveau départemental.
En 2018, la commune comptait 114 hommes pour 107 femmes, soit un taux de 51,58 % d'hommes, largement supérieur au taux départemental (48,89 %).
Les pyramides des âges de la commune et du département s'établissent comme suit.
| Hommes | Classe d’âge | Femmes |
| ------ | ------------ | ------ |
| 0,0    | 90 ou +      | 1,0    |
| 1,9    | 75-89 ans    | 5,0    |
| 12,1   | 60-74 ans    | 9,9    |
| 18,7   | 45-59 ans    | 14,9   |
| 20,6   | 30-44 ans    | 28,7   |
| 19,6   | 15-29 ans    | 15,8   |
| 27,1   | 0-14 ans     | 24,8   |

| Hommes | Classe d’âge | Femmes |
| ------ | ------------ | ------ |
| 0,5    | 90 ou +      | 1,4    |
| 5,5    | 75-89 ans    | 7,6    |
| 15,6   | 60-74 ans    | 16,3   |
| 20,8   | 45-59 ans    | 20     |
| 19,4   | 30-44 ans    | 19,4   |
| 17,6   | 15-29 ans    | 16,2   |
| 20,6   | 0-14 ans     | 19,1   |

## Culture locale et patrimoine

### Lieux et monuments
- Église Saint-Lucien : le clocher et le chœur datent du XVIe siècle, la nef fut construite au XVIIe siècle. Sur la voûte du chœur, ciel peint avec la colombe du Saint Esprit. Un chemin de croix est peint sur les murs de la nef, et les vitraux sont de Barillet et Lechevalliers.

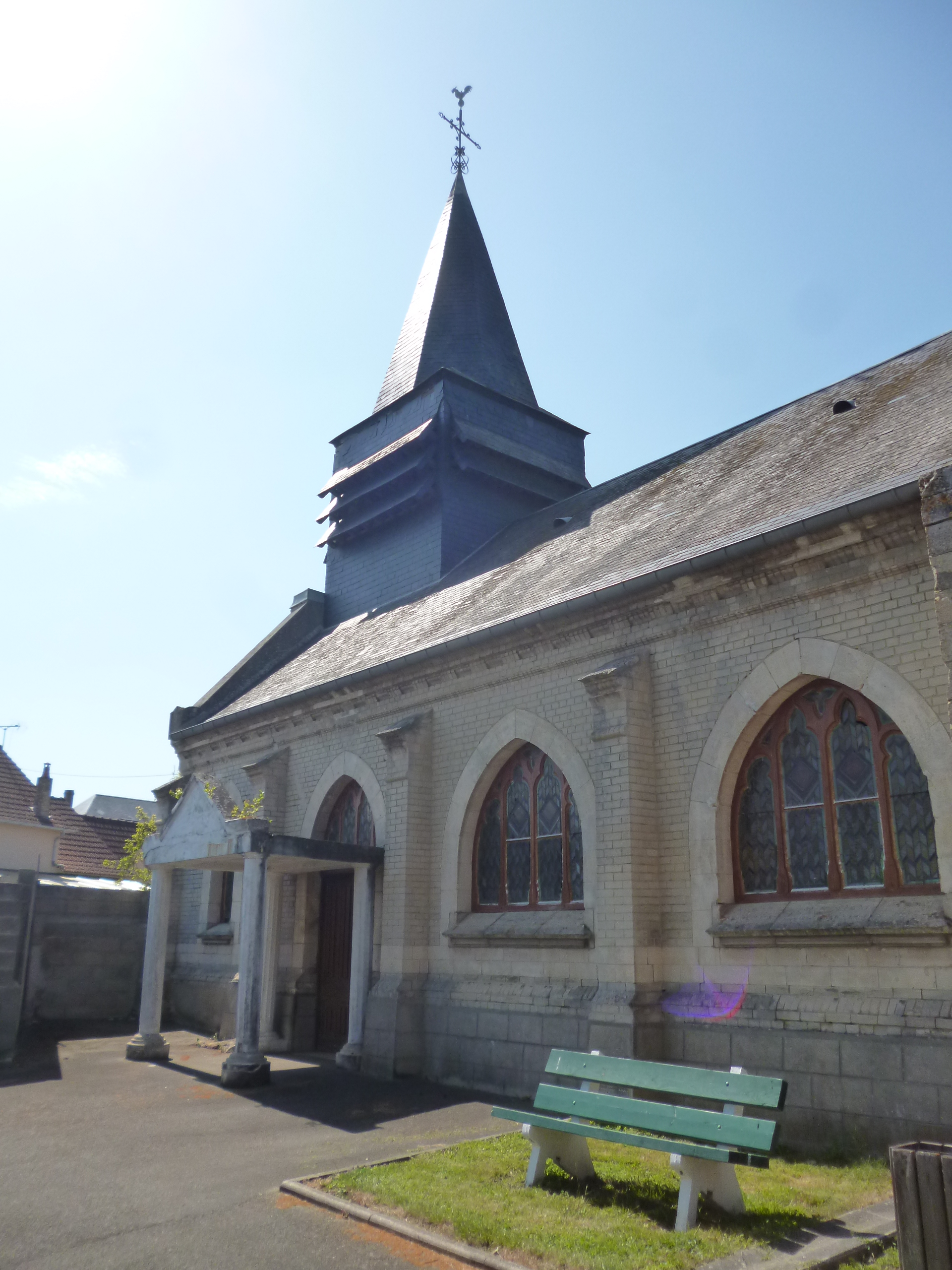
L'église Saint-Lucien.
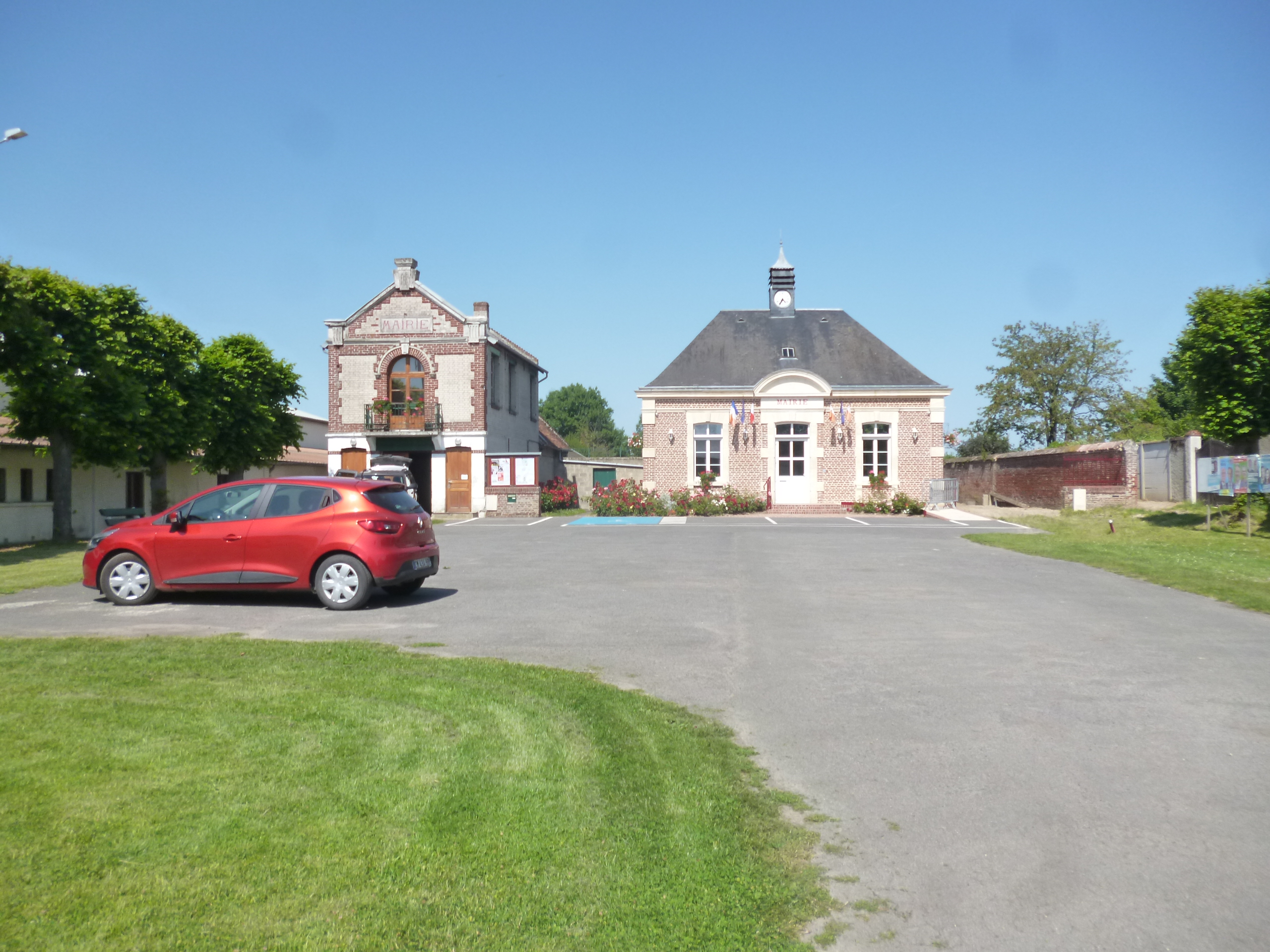
La mairie.
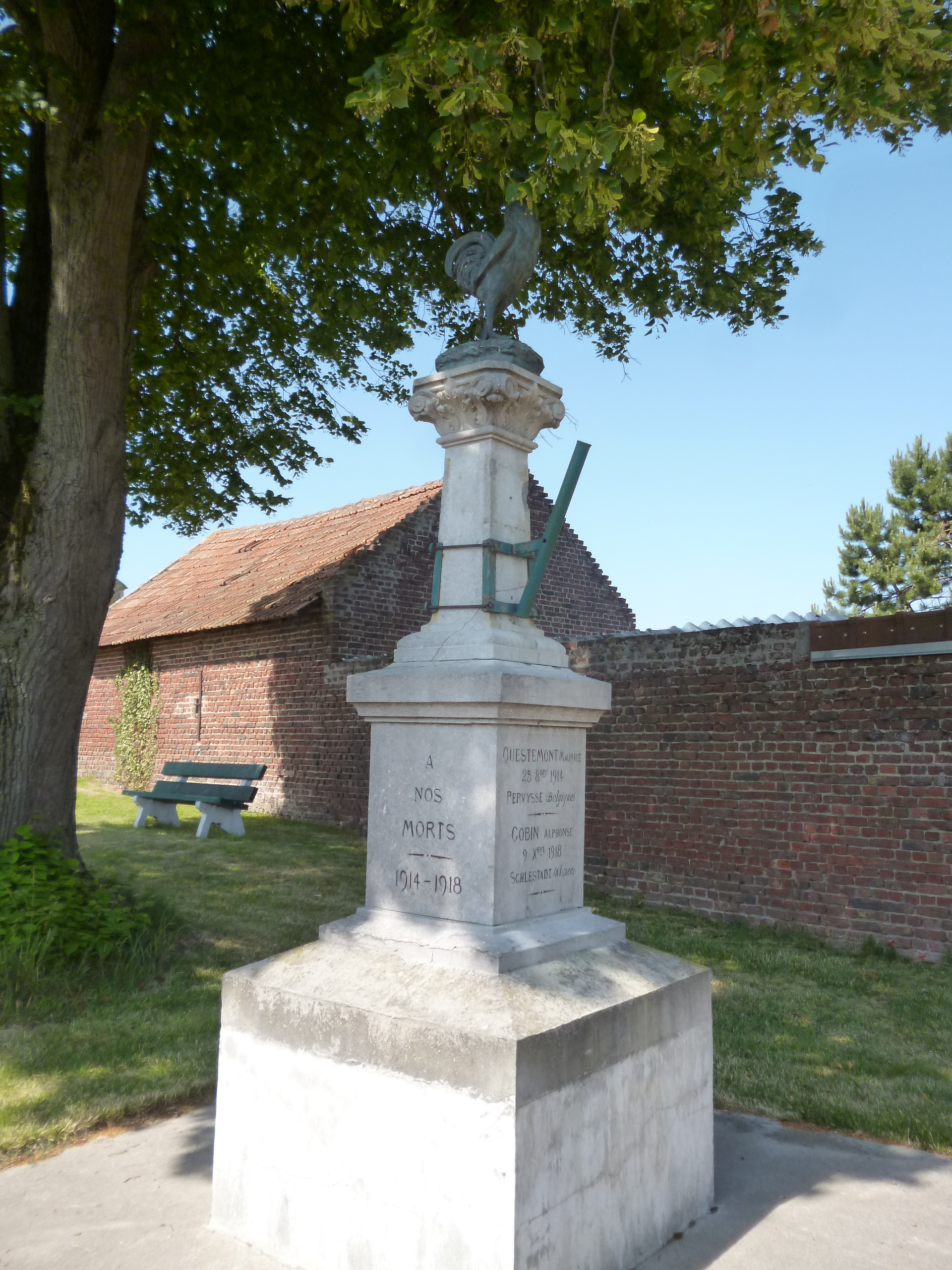
Le monument aux morts.
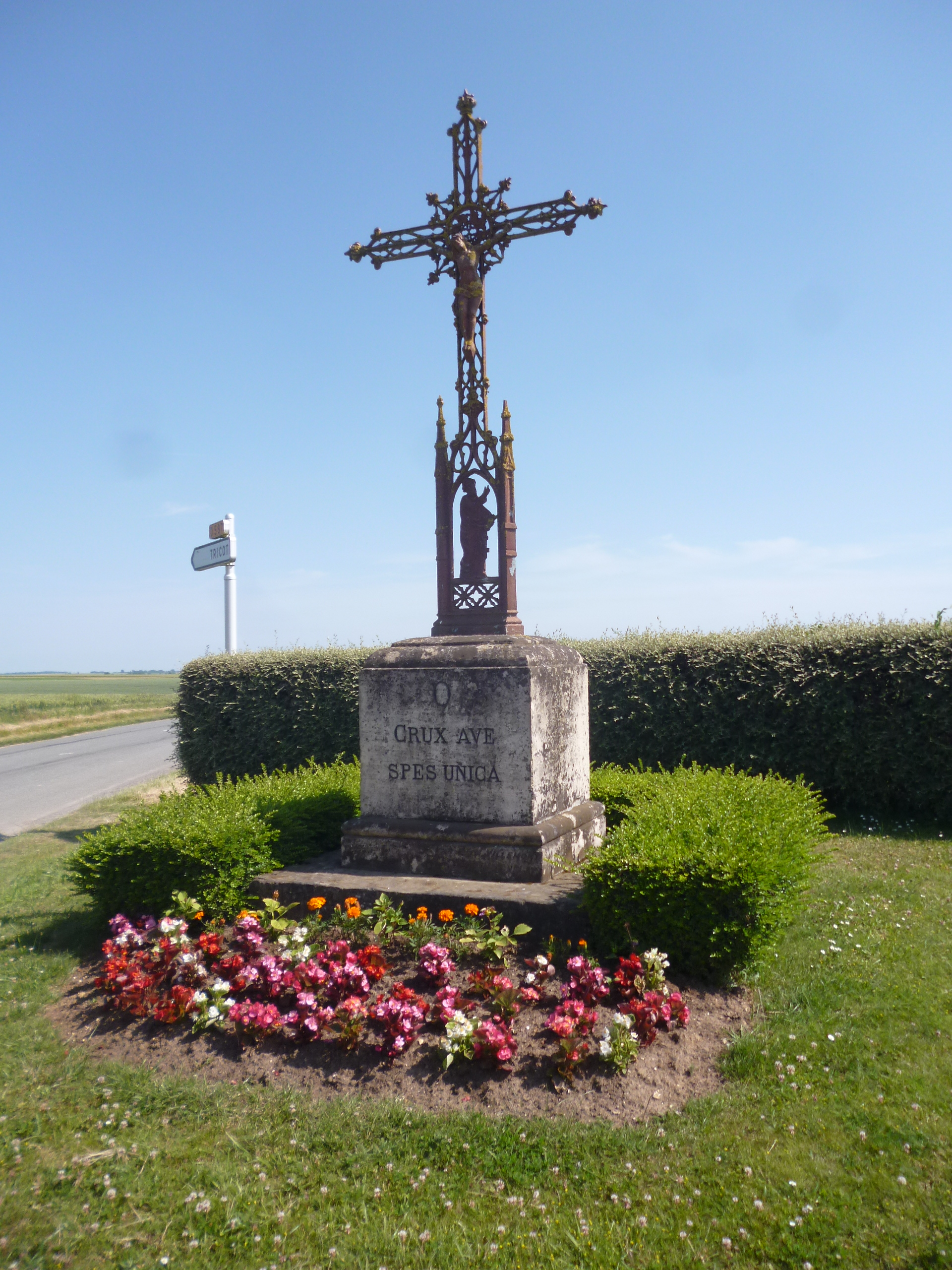
Une croix de chemin.
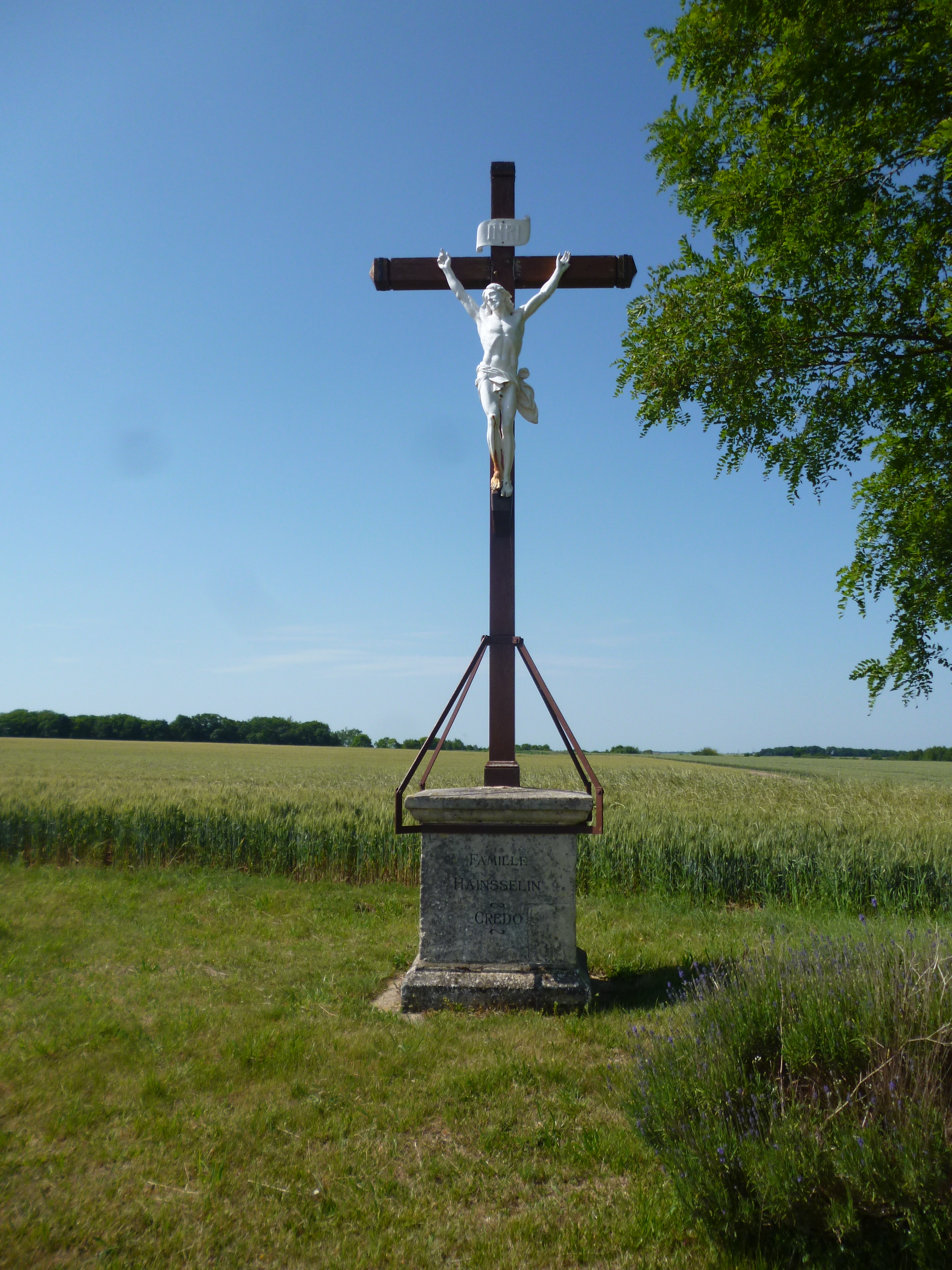
Une autre croix de chemin.

### Personnalités liées à la commune
Modèle:Eric Zemmour

### Héraldique
|  | Les armes de Godenvillers se blasonnent ainsi [réf. nécessaire] : par deux écus accolé : 1 de gueules aux trois bandes cousues de sable et 2 burelé d'argent et d'azur aux trois chevrons de gueules, dont le premier est écimé, brochant sur le tout. |